# مسجد اوجوزلو

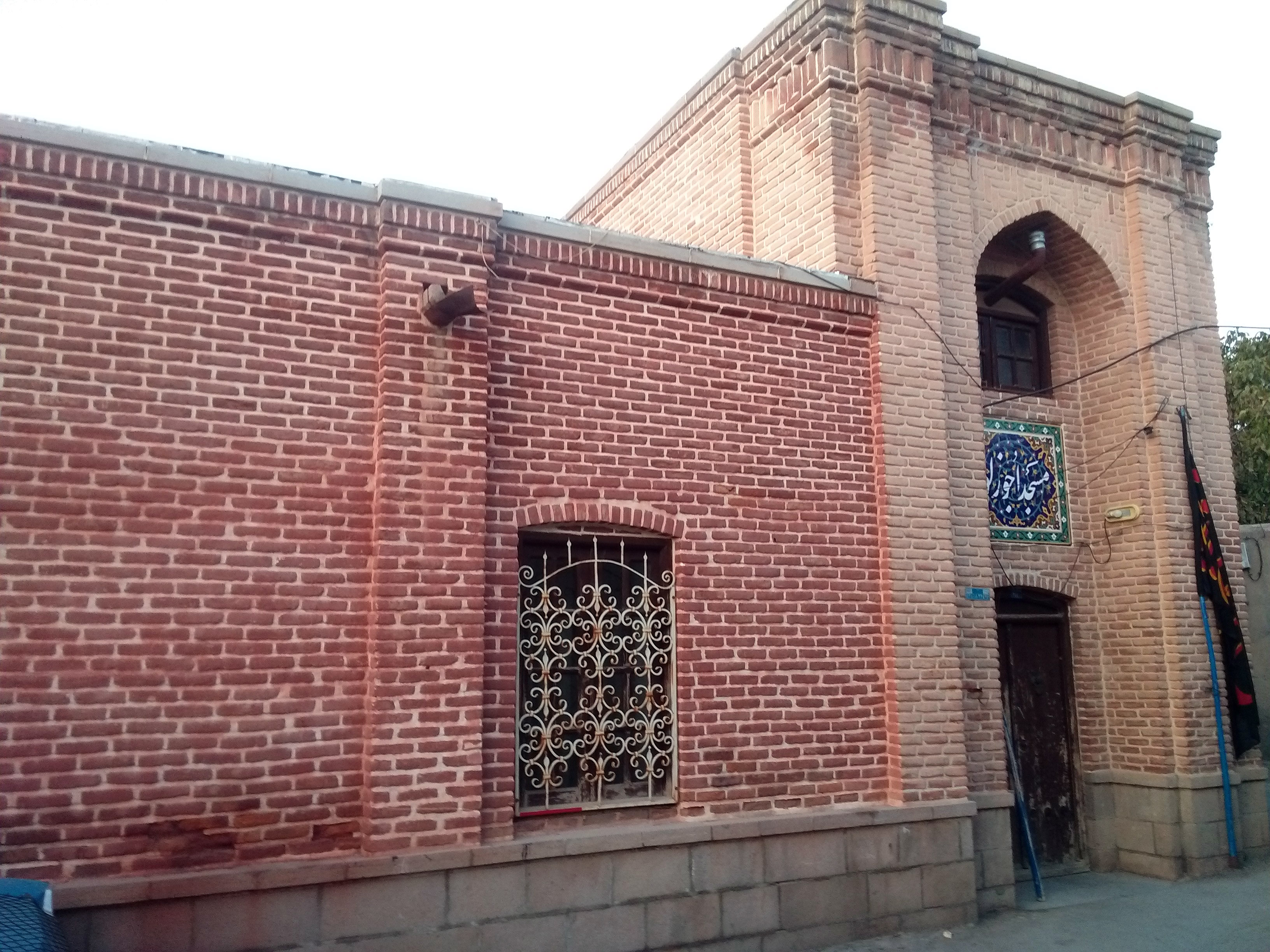
مسجد اوجوزلو

مسجد اوجوزلو مربوط به دوره صفوی است و در اسکو، کوچه اوجوزلو واقع شده و این اثر در تاریخ ۱۷ اسفند ۱۳۸۱ با شمارهٔ ثبت ۷۵۳۷ به‌عنوان یکی از آثار ملی ایران به ثبت رسیده است.